# Gelborange S
Gelborange S, auch Sunsetgelb FCF, ist ein künstlicher säure- und lichtechter Lebensmittelfarbstoff aus der Klasse der Azofarbstoffe. Er wird als Lebensmittelzusatzstoff E 110 bevorzugt in Fertignahrung wie Zitrusfrüchtejoghurt oder in gelblichen Käsesorten eingesetzt.

## Eigenschaften
Gelborange S ist ein stark gelbstichig wirkender oranger Farbstoff. Das Absorptionsmaximum liegt bei 482 nm.
Er ist sehr stabil gegenüber Fruchtsäuren, Licht und Hitze, aber nur  mäßig alkalibeständig. Er wird durch die Reduktionswirkung von Ascorbinsäure langsam entfärbt und ist empfindlich gegenüber Benzoesäure und SO2.

## Verwendung
Als Farbstoff findet Gelborange S unter anderem Verwendung in Arzneimitteln und Lebensmitteln.

### Arzneimittel
In Arzneimitteln wird Gelborange S in ACE-Hemmern, Antiseptika zur Hautdesinfektion (Färbung, um die bereits behandelten Stellen zu kennzeichnen), einigen Arzneimitteln zur Kaliumsubstitution und Vetmedin (Arzneimittel für Hunde bei Herzerkrankungen) verwendet.

### Lebensmittel
In Deutschland wurde Gelborange S durch die Farbstoff-Verordnung ab 1959 für die Verwendung in Lebensmitteln zugelassen. Zur Übernahme der Richtlinie des Rats zur Angleichung der Rechtsvorschriften der Mitgliedstaaten für färbende Stoffe, die in Lebensmitteln verwendet werden dürfen in nationales Recht wurde die Farbstoff-Verordnung 1966 angepasst und für Gelborange S die E-Nummer E 110 aufgenommen. Ab 1978 wurde die Verwendung in Deutschland durch die Zusatzstoff-Zulassungsverordnung geregelt. Durch die Verordnung (EG) Nr. 1333/2008, die am 20. Januar 2009 in Kraft trat, ist die Verwendung von Gelborange S  als Lebensmittelzusatzstoff im ganzen EWR einheitlich geregelt.
Es darf in geringen Mengen für fermentierte Milchprodukte sowie Sahneprodukte, mostarda di frutta, Sobrasada, Süßwaren, kandierte Früchte, Kaugummi, Verzierungen und Rührteig, Umhüllungen für Fleisch und Wurst, Lachsersatz, Fischrogen, Senf, Soßen, vegetarische Eiweißprodukte, diätetische Lebensmittel, Nahrungsergänzungsmittel, aromatisierte Getränke und Weine, Apfel-, Birnen- und Fruchtwein, weinhaltige Getränke, Spirituosen, und Dessertspeisen verwendet werden. Je nach Anwendung liegt die zulässige Höchstmenge zwischen 10 und 200 mg/kg. Die Mengen sind dabei so gewählt, dass ein ADI von 1 mg/kg eingehalten werden kann. Verwendet wird E 110 z. B. in Aperol, Asia Reis- und Erdnusssnacks, Bubble Teas, Fruchtgummi, Götterspeise und Lachsersatz.

### Gesundheitliche Aspekte
Zum 1. Juni 2013 wurde die erlaubte Tagesdosis von bisher maximal 2,5 mg/kg Körpergewicht zunächst auf 1 mg/kg Körpergewicht gesenkt. Angesichts neuer vorliegender Daten wurde am 15. Mai 2014 eine erlaubte Tagesdosis von 4 mg/kg Körpergewicht festgelegt.
Gelborange S ist im Anhang V der Verordnung (EG) Nr. 1333/2008 aufgeführt, daher müssen Lebensmittel, die Gelborange S enthalten, seit dem 20. Oktober 2010  mit dem Warnhinweis „Kann Aktivität und Aufmerksamkeit bei Kindern beeinträchtigen“ versehen werden.
Zur Frage, ob E110 als Karzinogen wirkt, finden sich in wissenschaftlichen Veröffentlichungen unterschiedliche Ergebnisse.